# Station Mortsel-Luithagen
Station Mortsel-Luithagen (opgericht in 1878 als station Luithaegen) was in Mortsel een spoorwegstation op de spoorlijn 27A. Het was het eerste station in Mortsel en voor goederen in gebruik van 10 juli 1878 tot 1970. In 1922 werd het station verplaatst naar de ernaast opgerichte verhoogde berm van spoorlijn 27A Het was voor reizigers (van dan af als station Mortsel-Luithagen) in gebruik van 4 februari 1934 tot 15 augustus 1940.
Fort 3 · Fort 4 · Fort 5 · Krijgsbaan · Luithagen · Mortsel · Mortsel-Deurnesteenweg · Mortsel-Liersesteenweg · Mortsel-Oude-God
0,0: Hoboken-Kapelstraat ·
1,2: Fort 8 ·
3,0: Fort 7 ·
4,1: Wilrijk ·
4,8: Fort 6 ·
6,0: Molenveld ·
7,1: Fort 5 ·
8,5: Luithaegen ·
Fort 4 ·
13,5: Antwerpen-Berchem ·
14,7: Antwerpen-Oost ·
18,2: Antwerpen-Dam ·
20,9: Antwerpen-Luchtbal ·
21,7: Antwerpen-Noorderdokken ·
Ekeren-Brug ·
Leugenberg